# Christophe Maé

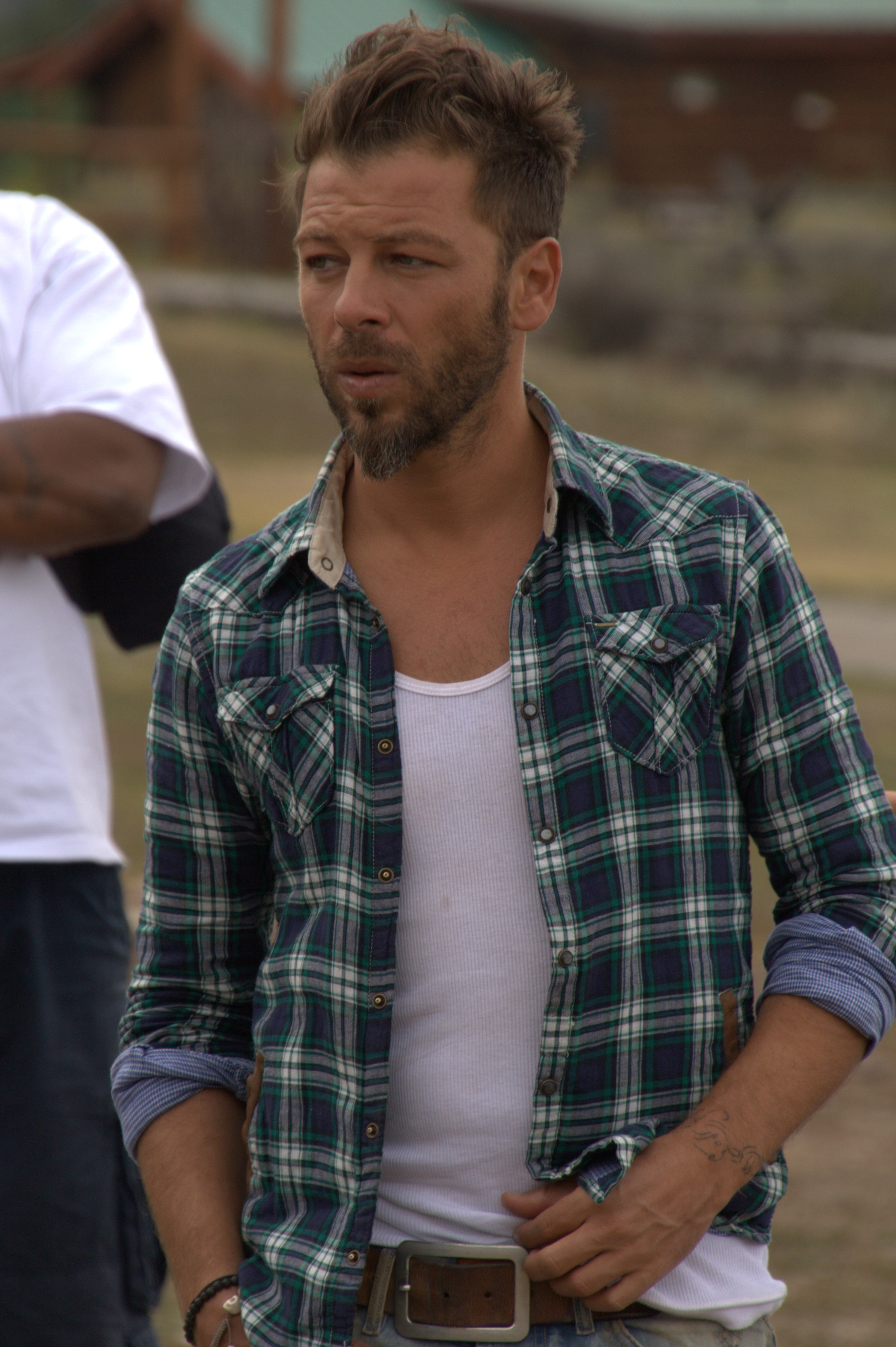
Christophe Maé

Christophe Martichon, més conegut com a Christophe Maé (Carpentràs, 16 d'octubre de 1975) és un cantant i músic francès. Es revelà el 2007 amb les cançons On s'attache, i confirmà el seu èxit després amb Parce qu'on sait jamais i Ça fait mal. La qualitat de la seva producció i la seva trajectòria artística li feren guanyar diversos NRJ Music Awards.

## Discografia
- Sa danse donne (2006)
- Mon paradis (2007)
- Comme à la maison (2008)
- On trace la route (2010)
- Je veux du bonheur (2013)
- L'atrappe-rêves (2016)